# Luftfartslagen
Luftfartslagen (2010:500) är den lag som reglerar svensk civil luftfart i Sverige och utomlands och utländsk civil luftfart i svenskt luftrum och på svenska flygplatser i enlighet med internationella överenskommelser.
Baserat på Luftfartslagen, Chicagokonventionen, ICAOs Annex och EASAs föreskrifter utfärdar Transportstyrelsen författningar för luftfart; för vissa författningar används fortfarande också den äldre benämningen Bestämmelser för civil luftfart, BCL.